# Stadion UWM w Olsztynie

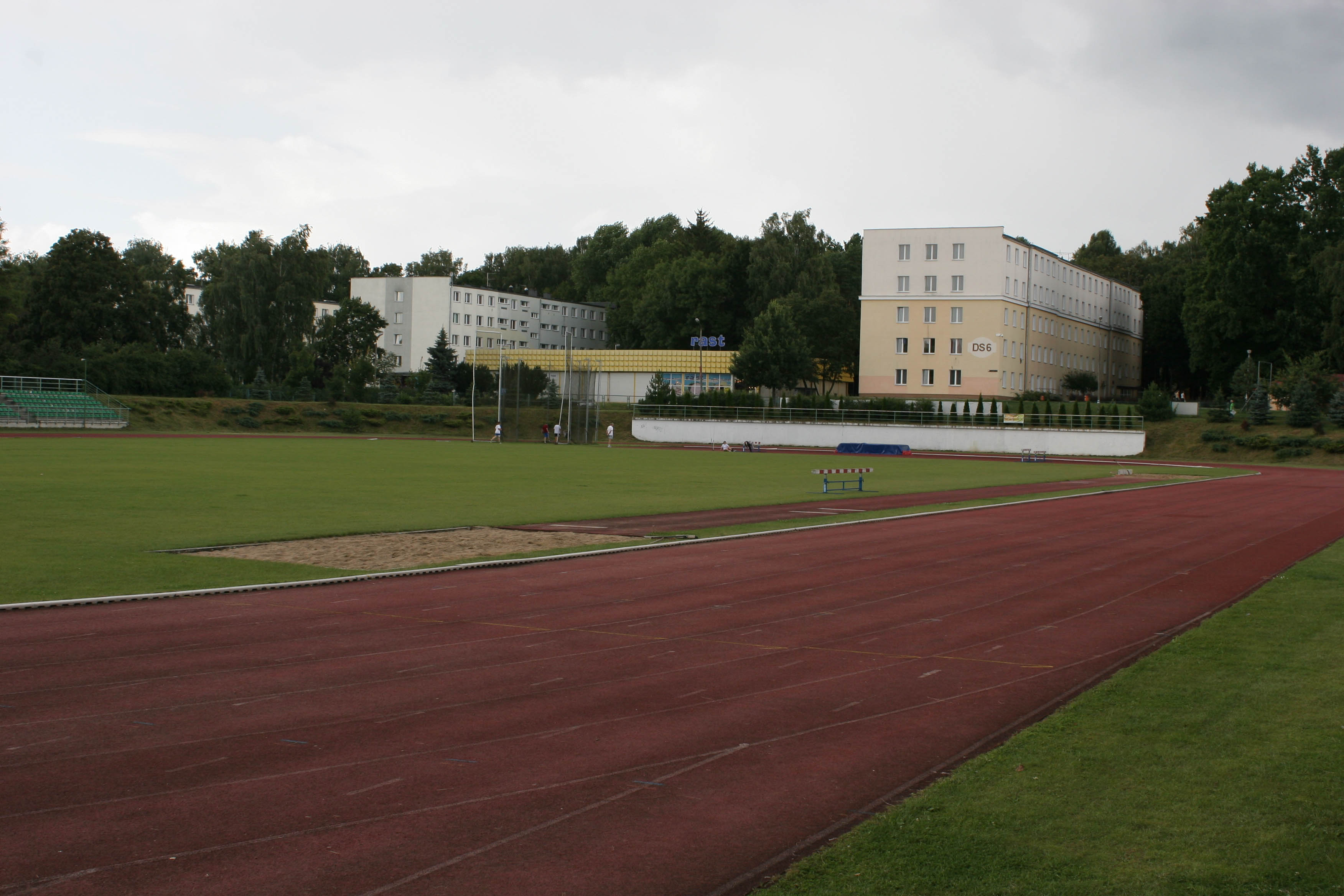
Stadion AZS UWM Olsztyn

Stadion UWM w Olsztynie – stadion lekkoatletyczny położony w środku miasteczka akademickiego Kortowo, obecnego Uniwersytetu Warmińsko-Mazurskiego w Olsztynie. Użytkownikiem stadionu jest AZS UWM Olsztyn. Stadion wybudowano w latach 60. XX wieku dla potrzeb młodzieży akademickiej. Początkowo organizowano na nim treningi lekkoatletyczne, później zawody hipiczne.
Przebudowę stadionu rozpoczęto w 1999 roku. Aktualnie obiekt posiada trawiastą nawierzchnię boiska oraz 8-torową bieżnię o długości okrążenia 400 m. Od czasu likwidacji Stadionu Leśnego wszystkie zawody lekkoatletyczne odbywające się w Olsztynie rozgrywane są na stadionie AZS UWM Olsztyn.